# Маркам (Илиноис)
Маркам (енгл. Markham) град је у америчкој савезној држави Илиноис. По попису становништва из 2010. у њему је живело 12.508 становника.

## Демографија
Према попису становништва из 2010. у граду је живело 12.508 становника, што је 112 (0,9%) становника мање него 2000. године.
| Група             | 2000.         | 2010.          |
| Белци             | 2.062 (16,3%) | 1.275 (10,2%)  |
| Афроамериканци    | 9.952 (78,9%) | 10.129 (81,0%) |
| Азијати           | 75 (0,6%)     | 85 (0,7%)      |
| Хиспаноамериканци | 396 (3,1%)    | 837 (6,7%)     |
| Укупно            | 12.620        | 12.508         |